# 小出 (菊川市)
小出（おいで）は静岡県菊川市の大字である。

## 地理
菊川市の北中部、六郷地区の西部に位置する。東・北で半済、西で加茂、南で東横地と接する。

### 字一覧
20以上の字がある（2018年（平成30年）10月16日現在）。
- 宮ケ谷（みやがや）
- 井口（いぐち）
- 中ノ谷（なかのたに）
- 角田（かくた）
- 谷田（やだ）
- 上ノ城（うえのしろ）
- 一ノ坪（いちのつぼ）
- 池通り（いけどおり）
- 深田（ふかだ）
- 西ノ谷（にしのや）
- 寺ノ谷（てらのや）
- 丹ノ谷（たんのや）
- 鉄砲山（てっぽうやま）
- 一町田（いっちょうだ）
- 扇田（せんだ）
- 中ノ坪（なかのつぼ）
- 小三門（こさんもん）
- 会下ノ谷（えげのや）
- 桟敷田（さじきだ）
- 西迎（にしむかえ）
- 東迎（ひがしむかえ）

## 歴史

### 沿革
- 1889年（明治22年）4月1日 - 町村制の施行により、城東郡小出村が周辺の村と合併し、城東郡六郷村となる[WEB 7]。旧村名は六郷村の大字として残る[WEB 8]。
- 1896年（明治29年）4月1日 - 郡制の施行により所属郡が小笠郡に変更。
- 1954年（昭和29年）1月1日 – 六郷村が堀之内町・内田村・横地村・加茂村と新設合併を行い、菊川町が発足する。
- 2005年（平成17年）1月17日 – 菊川町が小笠町と新設合併を行い、菊川市となる。

## 施設
- 神明神社

## その他

### 学区
小学校・中学校の学区は以下の通りである。
| 番・番地等 | 小学校             | 中学校               |
| ---------- | ------------------ | -------------------- |
| 全域       | 菊川市立六郷小学校 | 菊川市立菊川東中学校 |

### 警察
警察の管轄区域は以下の通りである。
| 番・番地等 | 警察署     | 交番・駐在所 |
| ---------- | ---------- | ------------ |
| 全域       | 菊川警察署 | 菊川駅前交番 |

### WEB
1. ↑  “h02_22.csv”.   総務省 (2022年2月10日). 2025年7月15日閲覧。
2. ↑  “静岡県菊川市小出 (222246110)”.   人文学オープンデータ共同利用センター. 2025年7月15日閲覧。
3. ↑  “静岡県 菊川市 小出の郵便番号 - 日本郵便”.   日本郵便. 2025年7月15日閲覧。
4. ↑  “市外局番の一覧”.   総務省 (2022年3月1日). 2025年7月15日閲覧。
5. ↑  “事業所案内及び管轄地域（事務所3件、分室3件）”.   一般社団法人静岡県自動車会議所. 2025年7月15日閲覧。
6. ↑  “菊川市小字一覧 - 静岡県オープンデータ”.   静岡県 (2018年10月16日). 2025年7月15日閲覧。
7. ↑  “historyofcities.pdf”.   静岡県総務部合併推進室・財団法人静岡県市町村振興協会. 2025年7月15日閲覧。
8. ↑  “解説ページ”.   株式会社エア. 2025年7月15日閲覧。
9. ↑  “菊川市／通学区域一覧”.   菊川市 (2024年4月1日). 2025年7月15日閲覧。
10. ↑  “交番駐在所一覧表｜静岡県警察”.   静岡県警察 (2023年6月12日). 2025年7月15日閲覧。